# Сквирские хасиды

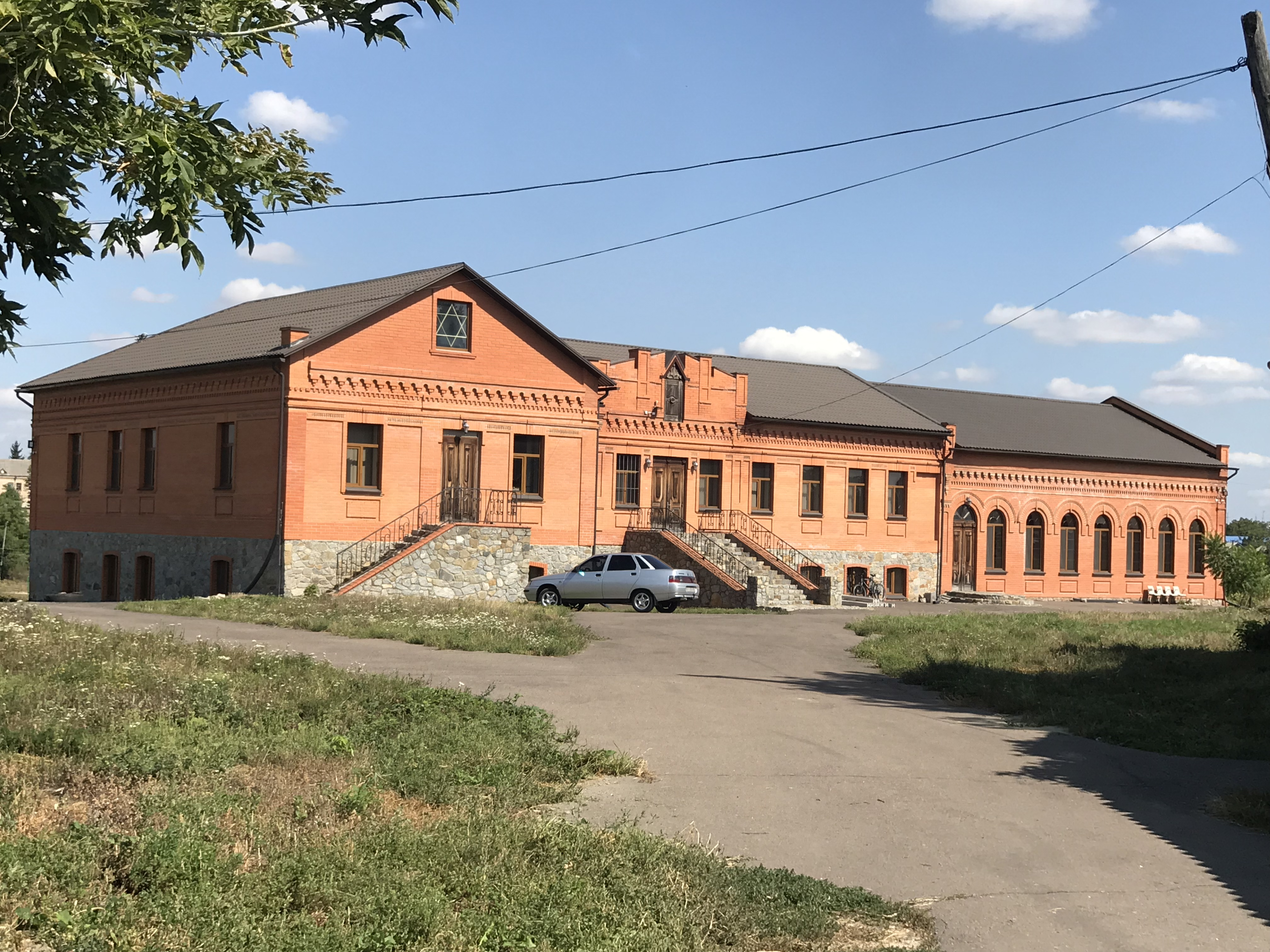
Сквирская синагога, восстановленная в 2004

Сквер (также Сквир, Сквере, скверер хасидим; идиш סקווירא‎) — хасидская династия, основанная в местечке Сквира на Украине.
Сквирская династия — ветвь чернобыльской династии. Её основатель Йицхок Тверский (ребе Йицхок, также известный как реб Ицикль) был одним из восьми сыновей ребе Мордехая Тверского, магида Чернобыля.
На 2022 год династию возглавляет единственный живущий потомок её основателя Давид Тверский, проживающий в городе Нью-Сквер, штат Нью-Йорк. Существуют две меньшие группы: Сквер — Боро-Парк, возглавляемая Йехиелем Михль Тверским, сыном Давида Тверского из Сквер — Боро-Парк, и Сквер — Флэтбуш.